# هنشير تومغني
هنشير تومغني بلدية بولاية أم البواقي.
هي بلدية واقعة في ولاية أم البواقي بمحاذاة الطريق الوطني رقم N100 واقعة وسط منطقة جبلية يحدها من الشرق مدينة عين فكرون ومن الغرب مدينة عين كرشة ومن الشمال جبل ڨريون ومن الجنوب جبل حدة بعيرة، وهي بلدية كابدت و عانت من ويلات الاستعمار الفرنسي فيها العديد من الشهداء و المجاهدين و تتميز بكرم أهلها ومحافظتهم علي تقاليد الأجداد في اللباس والأكل.